# Ja ljublju tyebja
A Ja ljublju tyebja [Я люблю тебя] magyarul Szeretlek Jamala énekesnő kislemeze, mely 2012. november 8-án jelent meg az All or Nothing című nagylemezről.

## Résztvevők
- Jamala – ének, zene, vokál
- Victorija Platova – szerző
- Jevhen Filatov – gyártó
- Jevhen Filatov – producer

## Fordítás
- Ez a szócikk részben vagy egészben  a(z)   Я люблю тебя (пісня) című ukrán Wikipédia-szócikk fordításán alapul.  Az eredeti cikk szerkesztőit annak laptörténete sorolja fel. Ez a jelzés csupán a megfogalmazás eredetét és a szerzői jogokat jelzi, nem szolgál a cikkben szereplő információk forrásmegjelöléseként.